# 黎恂
黎恂，字雪樓，晚號拙叟，贵州遵義人，清朝政治人物、同進士出身。

## 生平
嘉慶十九年（1814年）甲戌科進士，三甲七名，官浙江桐鄉縣知縣、雲南大姚知縣。著有《四書纂義》、《讀史紀要》、《蛉石齋詩集》。